# Præses (overhoved)
 For alternative betydninger, se Præses. (Se også artikler, som begynder med Præses)
Præses (latin: praesides) er et latinsk ord, der betyder "placeret før" eller "i hovedet".  I oldtiden, især under den romerske dominans, det blev brugt til at henvise til romerske guvernører; det bruges i også i visse tilfælde i dag.